# Nogaj-kan
Nogaj-kan („pas“; Isa Nogai, Kara Nokhai, Nogai-kan) bio je mongolski general i de facto vladar Zlatne Horde. Pripadao je klanu Borjigin.
Otac mu je bio Tatar (Tutar), sin Tervala, koji je bio sin Jochija, a taj je najvjerojatnije bio sin Džingis-kana.

## Životopis
Nogaj je poslije očeve smrti naslijedio sve njegove posjede.
Godine 1259. dva mongolska generala, Burundaj i Berke, napali su Poljsku, a Nogaj se zajedno sa svojim saveznikom Talabugom našao u Burundajevom odredu. Oko 30.000 Mongola je 2. veljače 1260. godine opljačkalo grad Sandomjež te su u katedrali svetog Jakova Monguli pobili 48 dominikanaca. Nakon spajanja Buraundajeve i Berkejeve vojske 12. veljače, Mongoli su opljčkali i Krakov. U ovom pohodu poginulo je malo Mongula, ali mnogo poljskih vitezova.
Za razliku od svog oca Nogaj je podržavao Berkea u ratu protiv Hulagu-kana. Hulagu je poražen u bici 1262. godine. 
Nogaj je 1266. napao Gruziju, ali ga je porazio Hulaguv sin Abaka-kan, pa je bio primoran sklopiti mir, koji je trajao do smrti Abakinog nasljednika Argun-kana 1291.
Godine 1265. Nogaj je prešao Dunav, gdje nije zatekao nikakav otpor, jer su se sve bizantske snage pred njim povukle. Opljačkao je Bugarsku, pa prešao u Trakiju. 
Godine 1284. ili 1285. Nogaj je zajedno s Talabugom i Kumanima izvršio invaziju Ugarske.
Nogaj je ubijen u bici 1299.

## Osobni život
Nogajeva prvotna religijska uvjerenja nisu poznata, ali se zna da je prihvatio islam te je vjerojatno tada obrezan.
Imao je nekoliko žena, a glavna je bila Alagh (Алаг). Imali su sina Čaku, koji je bio car Bugarske te otac Kare Küçüka.
Nogaj je imao i ženu zvanu Yatlaq, koja mu je rodila Burija i Qiyana.
Nogaj je također oženio Eufrozinu Paleolog, kćer bizantskog cara Mihaela VIII. Paleologa. Čini se da nisu imali djece.